# Villanueva de Alcolea
Villanueva de Alcolea (en valenciano,Vilanova d'Alcolea) es un municipio de la provincia de Castellón, en la Comunidad Valenciana, en el este de España. Cuenta con 569 habitantes (INE 2020) y pertenece a la comarca de la Plana Alta.

## Geografía
Situada en un altozano en el corredor interior de la provincia y en un entorno de suaves ondulaciones rodeada de campos de almendros, olivares y viñedos. 
Su clima es mediterráneo.
Se accede a esta localidad, desde Castellón de la Plana, tomando la CV-10 y luego la CV-145.
En esta misma localidad está ubicado el aeropuerto de Castellón.

### Localidades limítrofes
El término municipal de Villanueva de Alcolea limita con las localidades de Sierra Engarcerán, Cuevas de Vinromá, Alcalá de Chivert,  Benlloch y  Torre Endoménech, todas ellas de la provincia de Castellón.

### Barrios y pedanías
En el término municipal de Villanueva de Alcolea se encuentran también los siguientes núcleos de población:

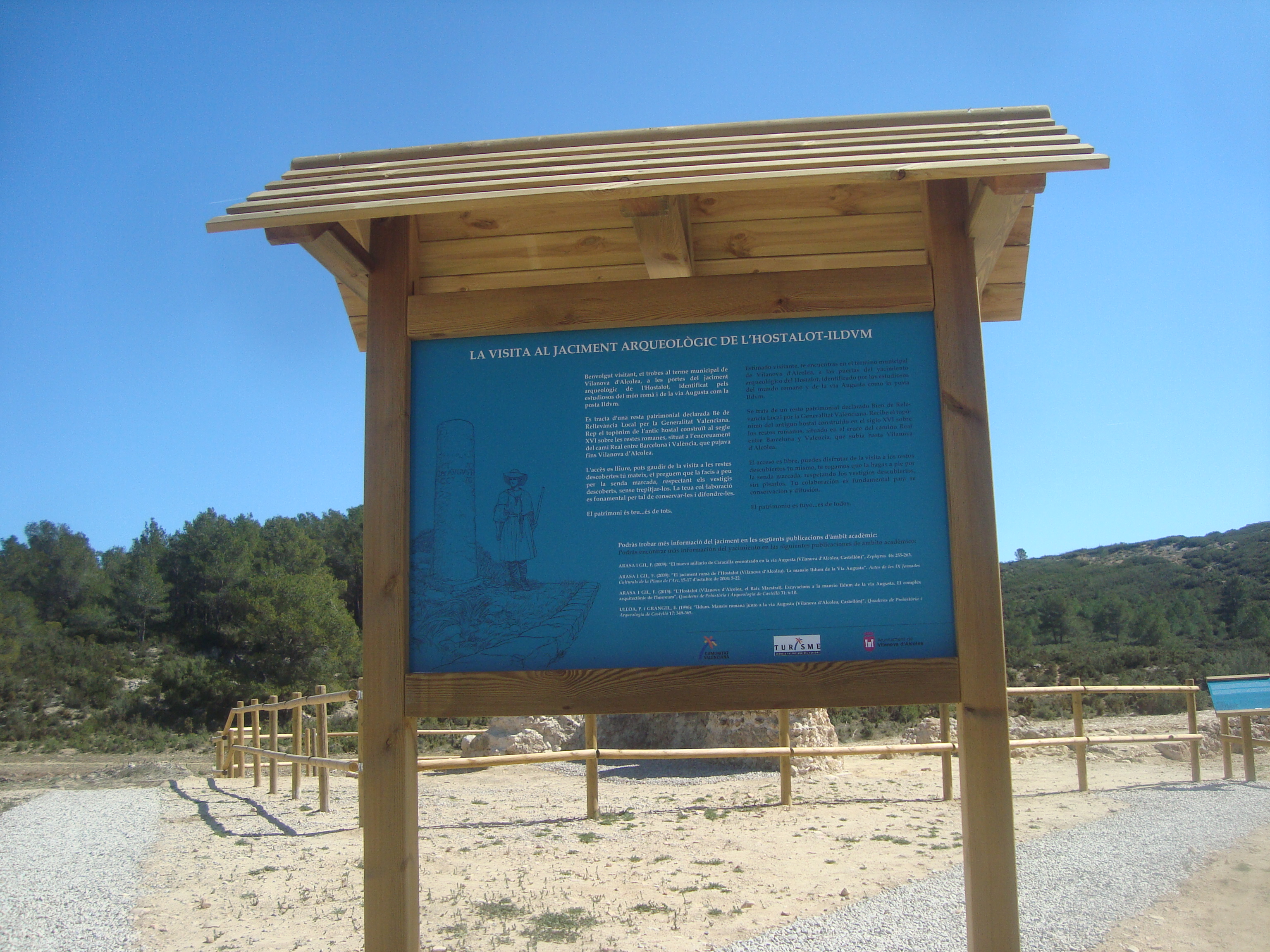
L'Hostalot i la mansio Ildum, Vía Augusta (espacio de protección arqueológica) (Vilanova d'Alcolea).

- L'Hostalot i la mansio Ildum, Vía Augusta (espacio de protección arqueológica) (Vilanova d'Alcolea).Mas de Calaf.
- Pascualets.

## Historia
Los primeros vestigios de ocupación humana se remontan a asentamientos íberos, localizados en el "Puig Pedró", aunque proliferan más los restos de origen romano, como es el caso de los yacimientos de "Els Gastells" y el "Masía del Señor". La Vía Augusta atraviesa el término municipal de norte a sur habiéndose descubierto en el año 1992 los restos de  la estación romana de Ildum.
No obstante el emplazamiento actual del casco urbano, coincide con una pequeña población fortificada árabe, llamada Alcolea "Al Calaf", que significa pequeño castillo.
La historia medieval ha estado siempre unida a la del municipio de Cuevas de Vinromá, a cuyo castillo pertenecía. Una vez reconquistada el 11 de mayo de 1235, pasa a poder de Don Blasco de Alagón y después de su muerte a la Orden de Calatrava que asumió la tarea de repoblar la zona otorgando el 13 de febrero de 1244 la Carta de Población. En 1293, pasó a manos de la Orden del Temple que la adhirió con todas sus posesiones al Castillo de Peñíscola, dotándola de la condición de Villa y llamándose desde entonces Villanueva de Alcolea.
Suprimida la Orden del Temple, la villa perteneció a la nueva Orden de Montesa y en el año 1324 pasó de la jurisdicción aragonesa a la valenciana.
En el siglo XVI, Villanueva de Alcolea perteneció al Duque de Segorbe.
Según el censo oficial de 1911 el número de habitantes era de 2.081.

## Demografía
Villanueva de Alcolea cuenta con una población de 585 habitantes (INE 2024).
| Gráfica de evolución demográfica de Villanueva de Alcolea entre 1842 y 2021 |
| |
| Población de derecho según los censos de población del INE Población de hecho según los censos de población del INEEn estos censos se denominaba Villanueva de Alcolea: 1842, 1857, 1860, 1877, 1887, 1897, 1900, 1910, 1920, 1930, 1940, 1950, 1960, 1970 y 1981 |

| 1990 | 1992 | 1994 | 1996 | 1998 | 2000 | 2002 | 2004 | 2005 | 2006 | 2007 | 2019 |
| ---- | ---- | ---- | ---- | ---- | ---- | ---- | ---- | ---- | ---- | ---- | ---- |
| 804  | 717  | 697  | 669  | 632  | 639  | 655  | 637  | 637  | 700  | 702  | 584  |

## Economía
Basada tradicionalmente en la agricultura de secano, con predominio de los  cultivos de almendros y olivos y viñedos, en la actualidad se están introduciendo también los cítricos. En cuanto a la ganadería cuenta con explotaciones avícolas y porcinas.

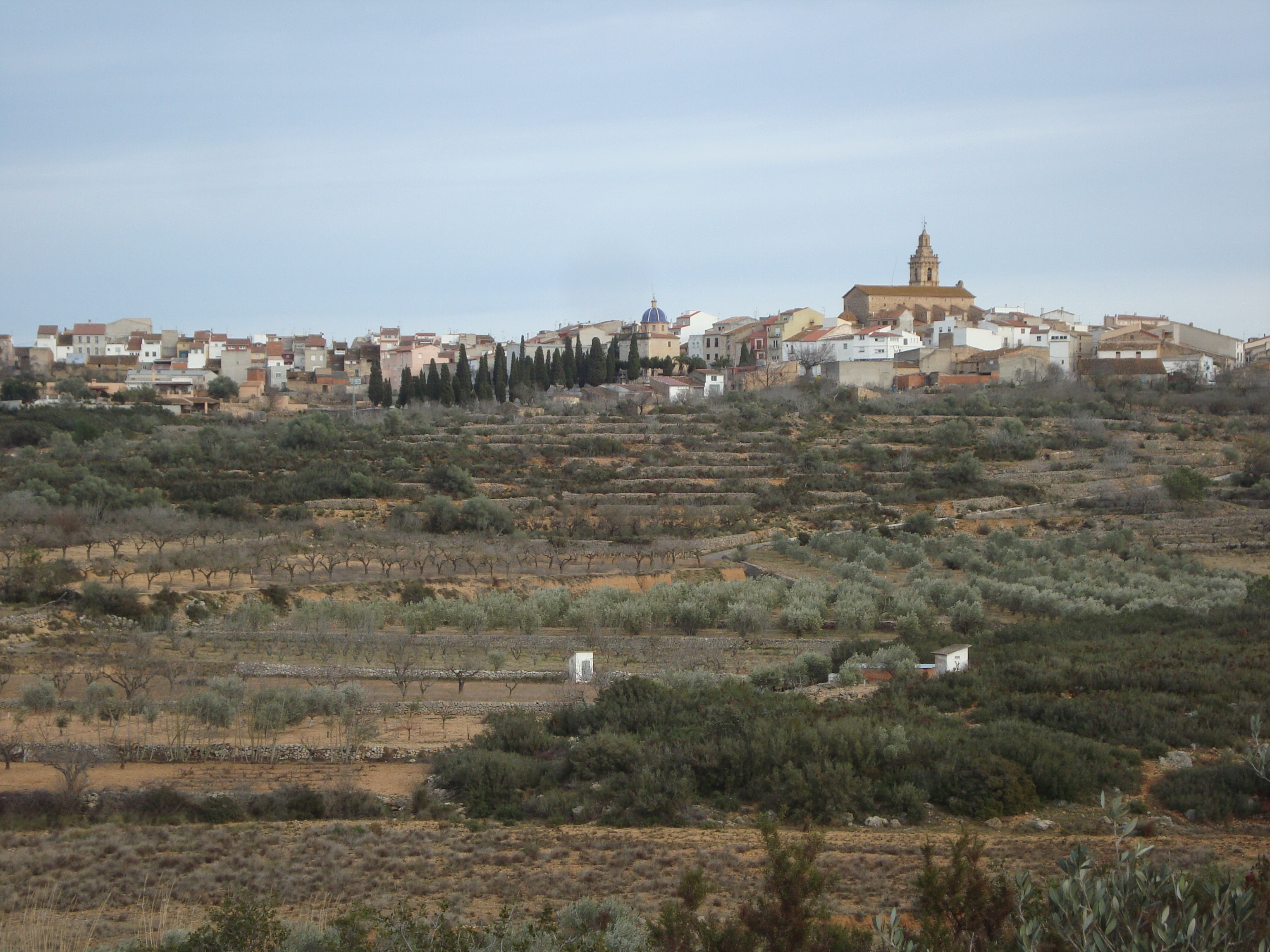
Panorámica de Vilanova d'Alcolea

## Política
| Periodo   | Nombre                    | Partido |
| --------- | ------------------------- | ------- |
| 1979-1983 | Manuel Solsona Bellés     | CDS     |
| 1983-1987 | Manuel Solsona Bellés     | CDS     |
| 1987-1991 | Manel Casbas Ebrí         | PSOE    |
| 1991-1995 | Joaquín Centelles         | PP      |
| 1995-1999 | Victor Saura Maimó        | PSOE    |
| 1999-2003 | José Manuel Rambla Saura  | PP      |
| 2003-2007 | José Manuel Rambla Saura  | PP      |
| 2007-2011 | Pedro Bort Vidal          | AVI     |
| 2011-2015 | Francisco Oller Capdevila | AVI     |
| 2015-2019 | Francisco Oller Capdevila | AVI     |
| 2019-2023 | Francisco Oller Capdevila | AVI     |
| 2023-act. | Francisco Oller Capdevila | AVI     |

## Patrimonio

### Monumentos religiosos

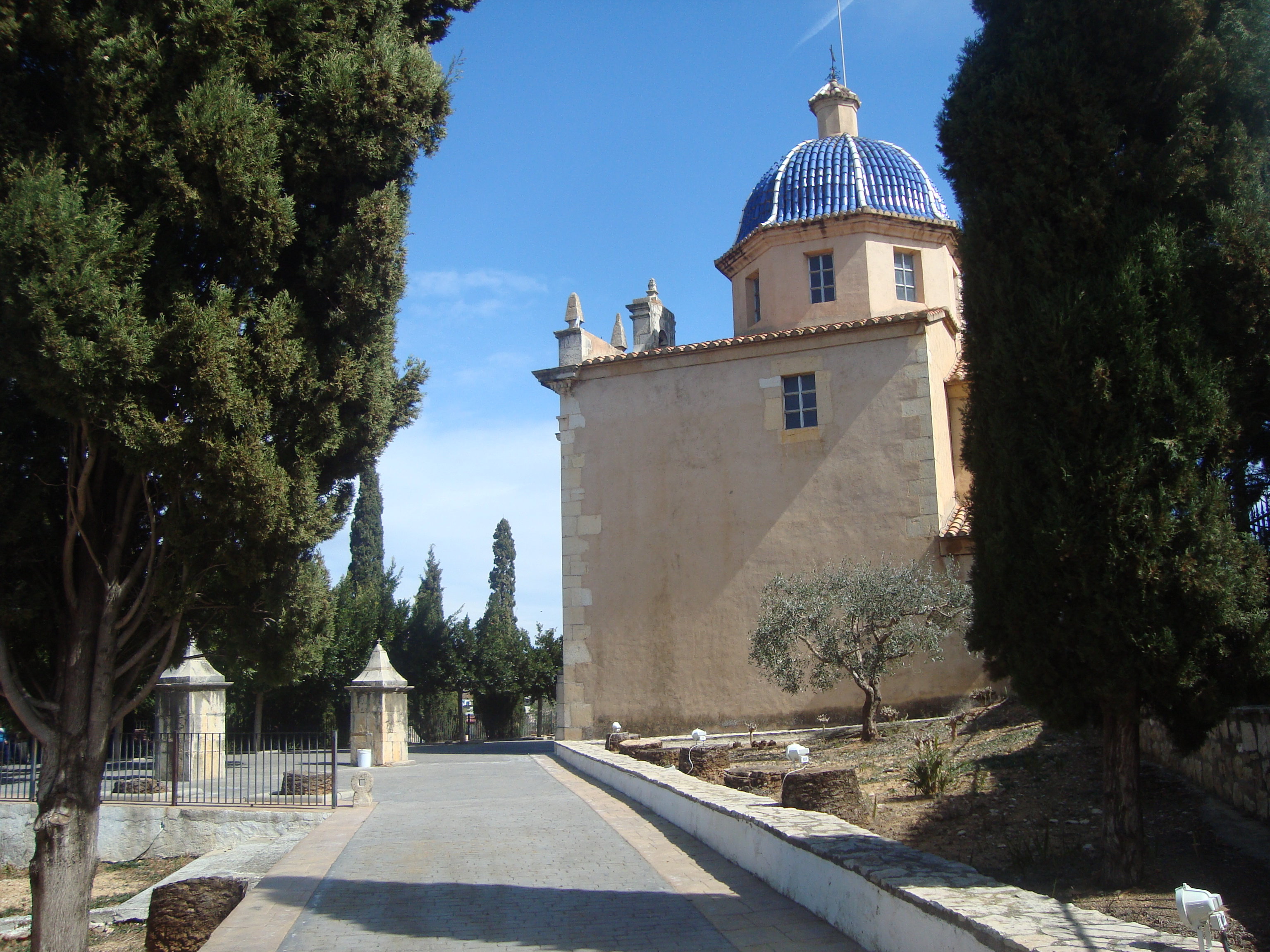
Ermita del Calvario de Villanueva de Alcolea (Castellón)

- Ermita del Calvario de Villanueva de Alcolea (Castellón)Calvario. De interés arquitectónico.
- Iglesia parroquial. Dedicada a San Bartolomé. Iglesia con altar barroco del siglo XVII, obra de los hermanos Capuz sustituyendo el anterior, recubierto con papel de oro, desaparecido durante la guerra civil española.Iglesia parroquial de San Bartolomé, Villanueva de alcolea

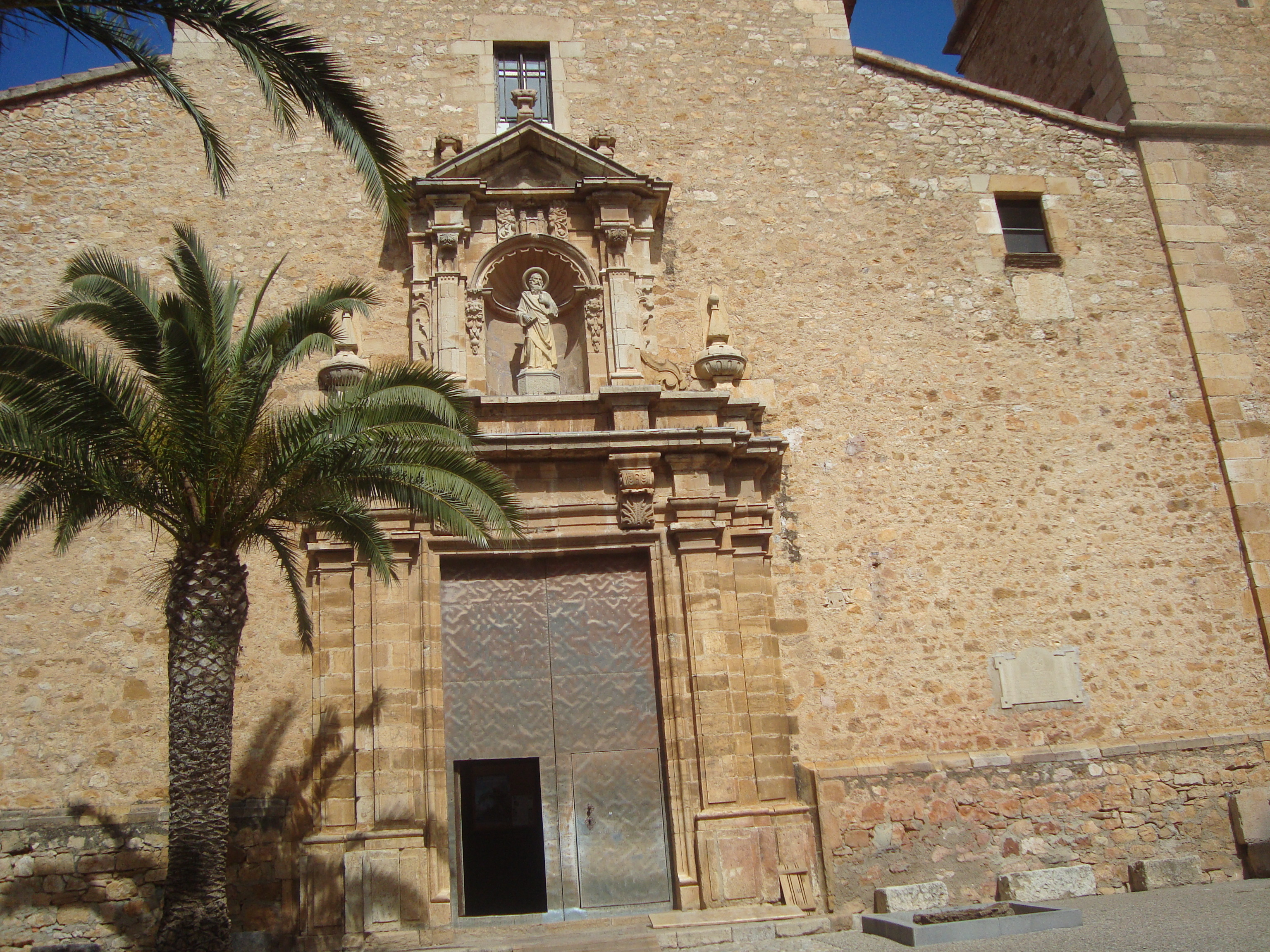
Iglesia parroquial de San Bartolomé, Villanueva de alcolea

### Monumentos civiles

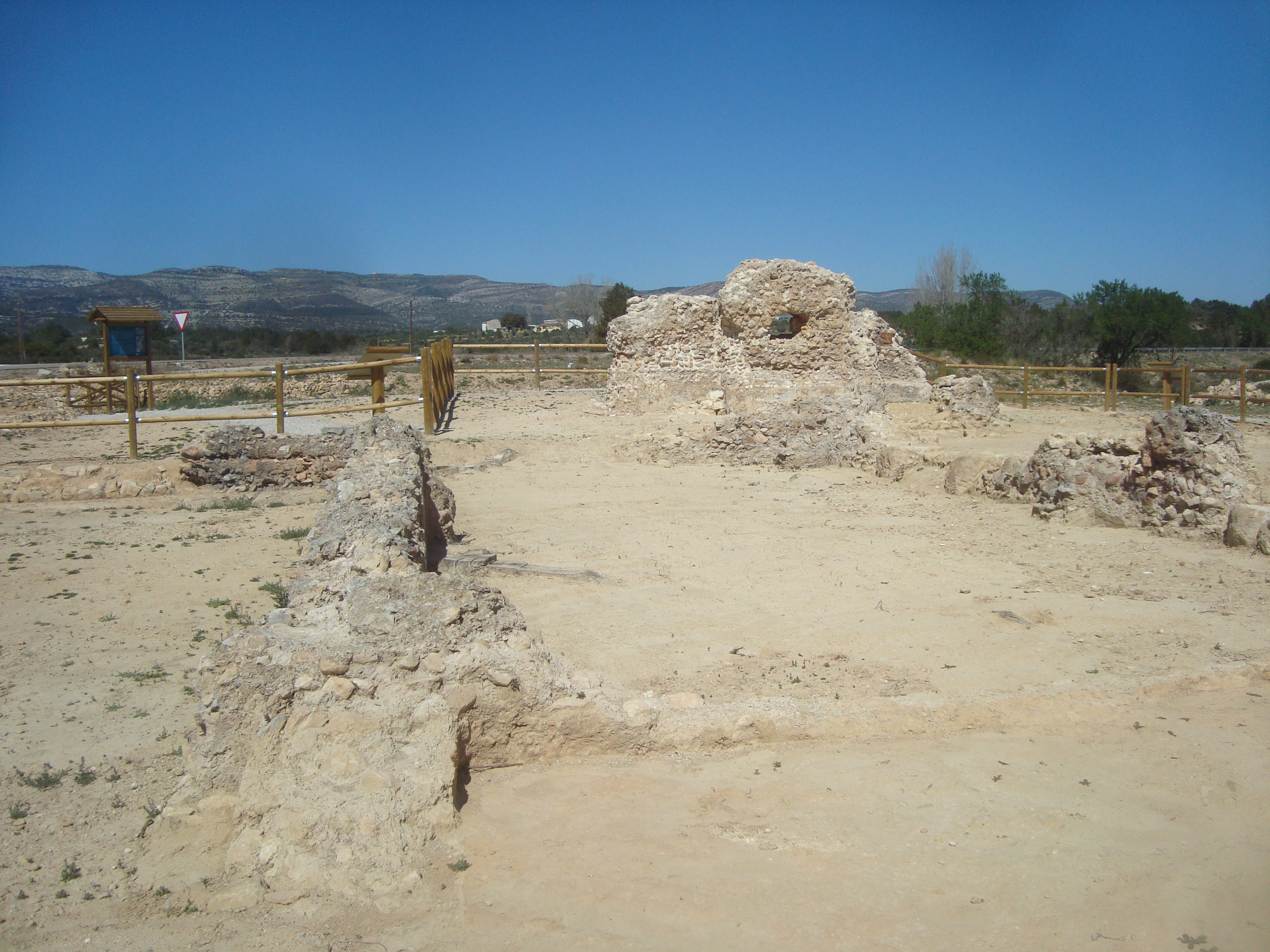
Ruinas de l'Hostalot i la mansio Ildum, Vía Augusta (espacio de protección arqueológica) (Vilanova d'Alcolea).

- Ruinas de l'Hostalot i la mansio Ildum, Vía Augusta (espacio de protección arqueológica) (Vilanova d'Alcolea).Vía Augusta. Villanueva de Alcolea es atravesada de norte a sur por la Vía Augusta siguiendo el trazado de la actual carretera CV-10.
- En 1992 fue descubierto en la partida de l'Hostalot un miliario en buen estado de conservación.
- Muralla. Restos de la antigua muralla.Murallas de Villanueva de Alcolea

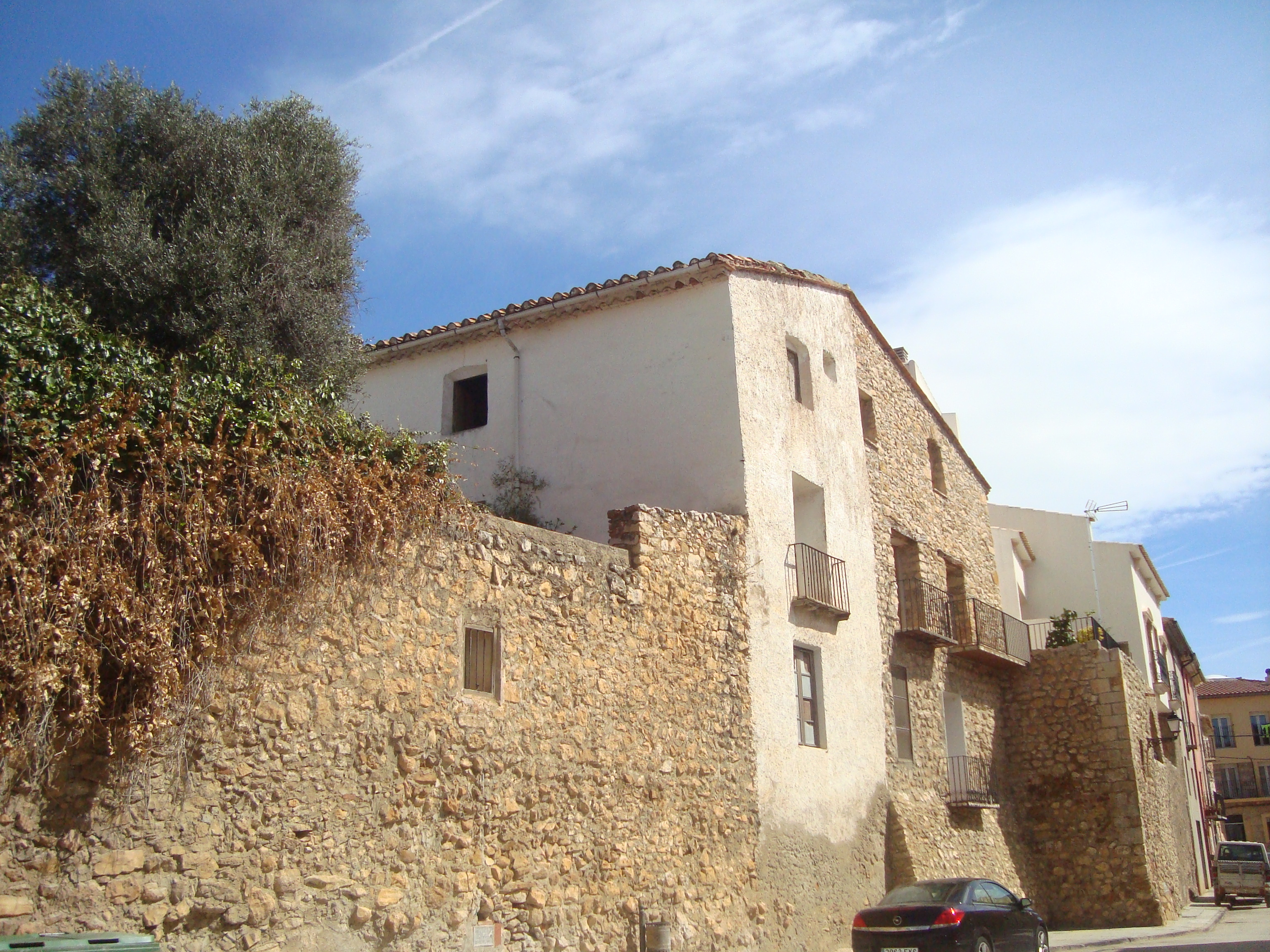
Murallas de Villanueva de Alcolea

## Otros

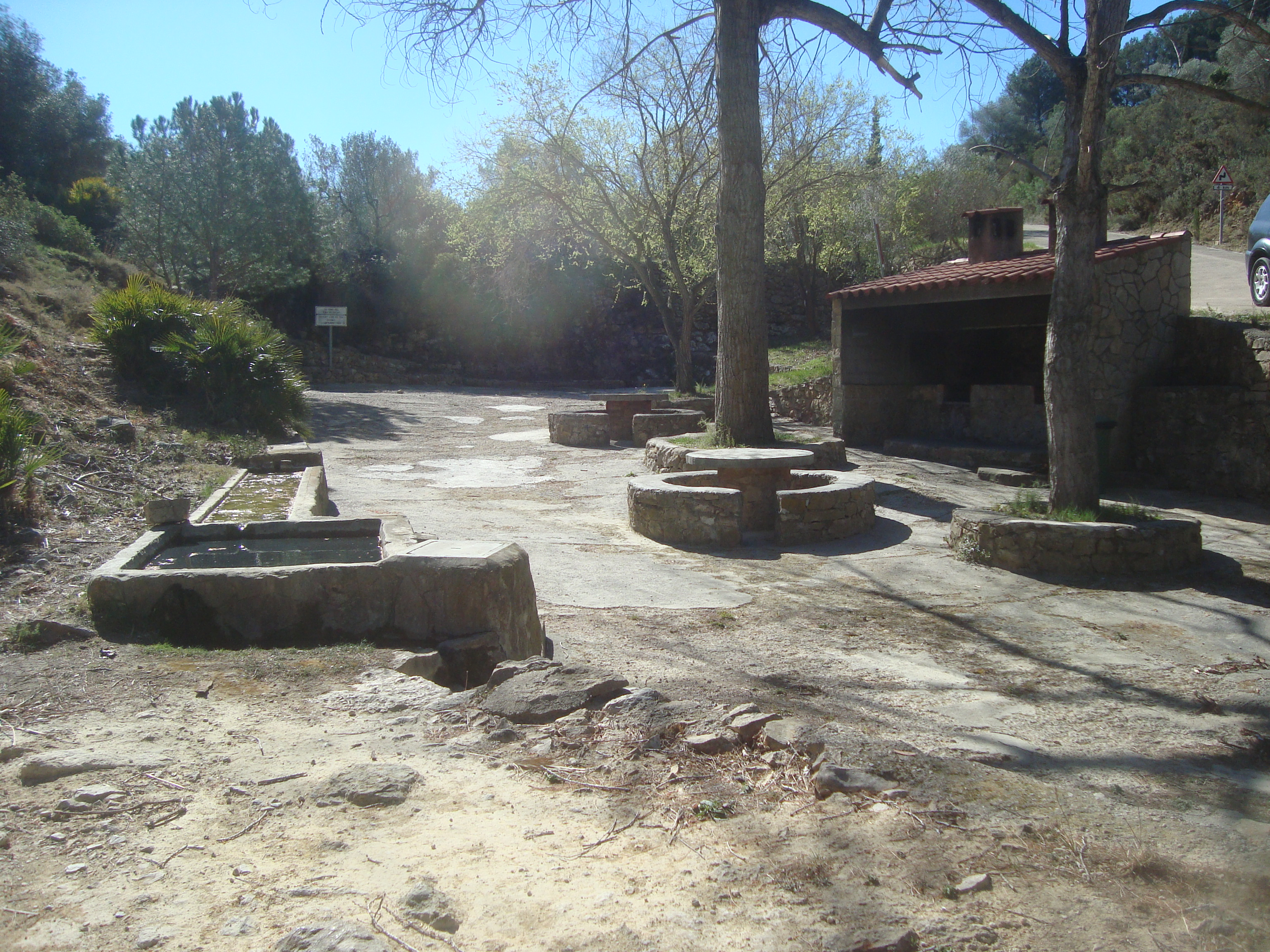
Fuente del Mas de Calaf

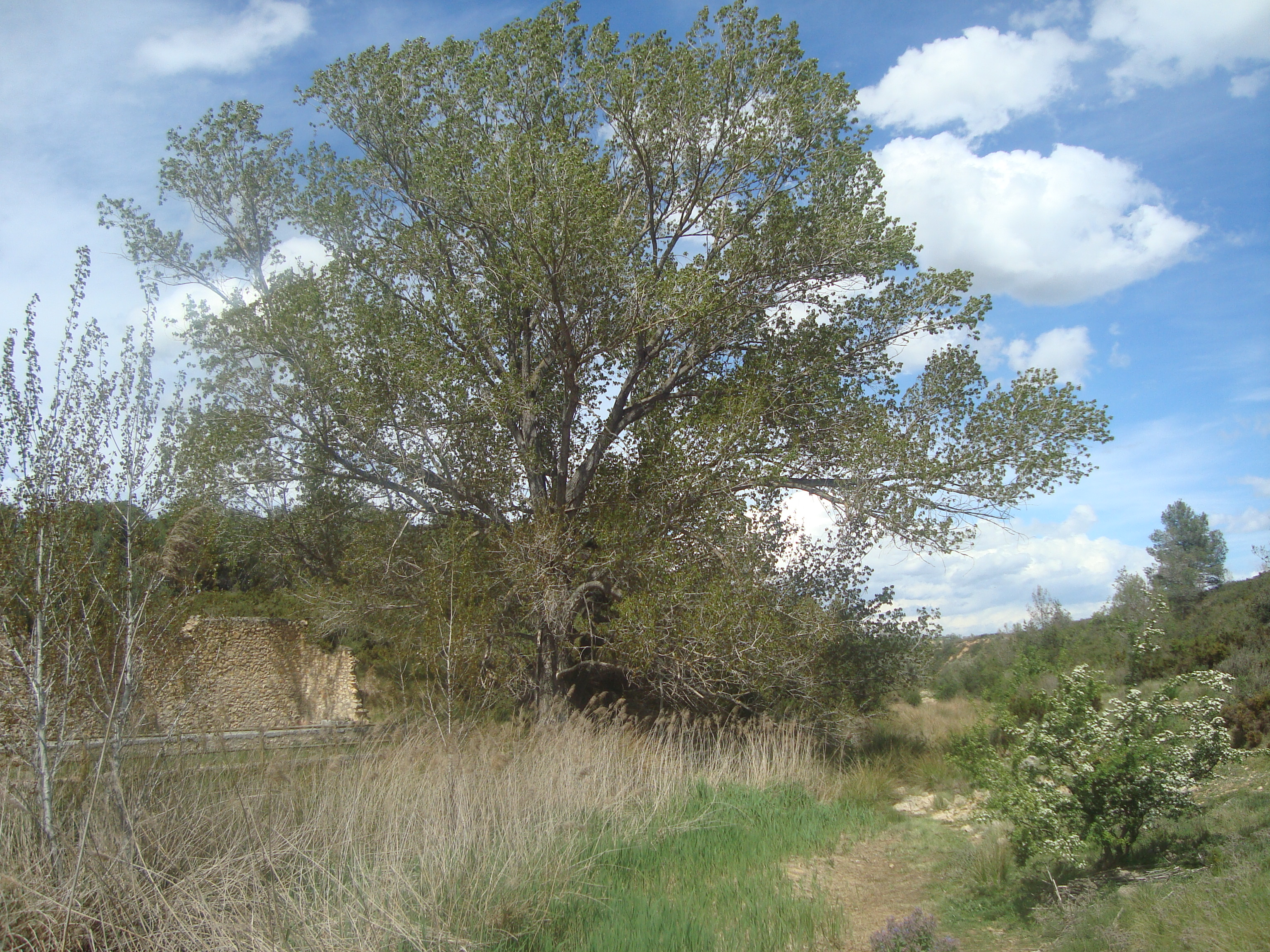
Chopo de l’Assut de Villanueva de Alcolea, Árbol Monumental de la Comunidad Valenciana

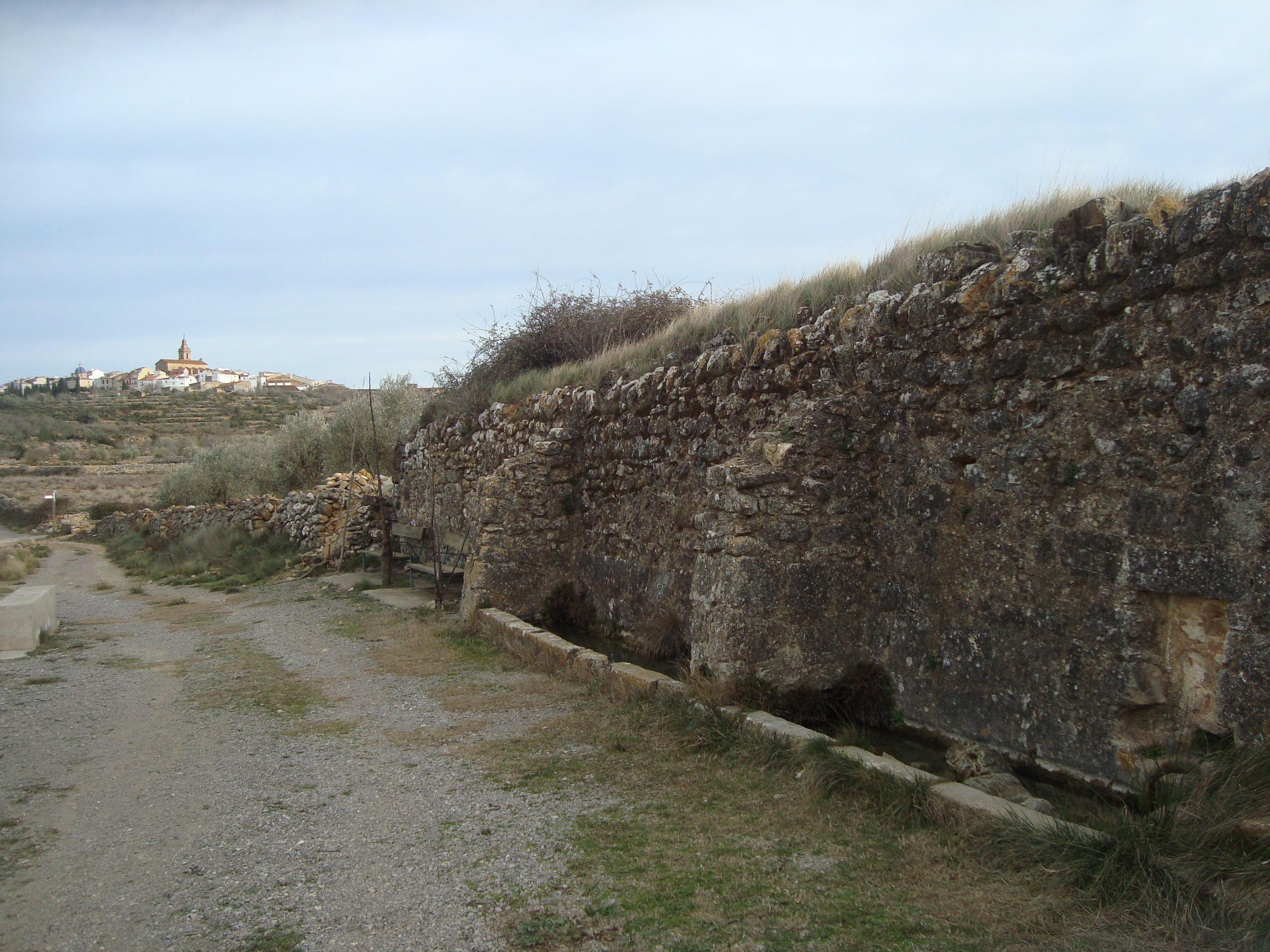
Fuente de la Villa

- Barranco de la Fuente Roja, en el que tiene su nacimiento el manantial del mismo nombre.
- Mas de Calaf, en el que también tiene su origen un manantial.
- Fuente de la Carrasqueta.
- Fuente de la Villa.
- Fuente de Pico Pedró.

## Fiestas
- San Antonio. Tienen lugar estas fiestas a mediados de enero. Se celebran en sábado y domingo. Su origen está en el siglo XIV y destacan, por su belleza y singularidad, la "provesó", el "tropell" y la "coca". Todo se inicia con la "cremà”(quema) de la hoguera, que posteriormente dará paso a la bendición de las caballerías y procesión por las calles del pueblo . En la procesión las caballerías se ven obligadas a atravesar las espectaculares barreras de fuego dispuestas a lo largo del recorrido. No menos espectacular resulta el "tropell",donde se realiza una carrera,donde los jinetes muestran su pericia montando a pelo,y donde el inicio se decide en el último momento, y no hay un itinerario definido,excepto el final,que es la casa donde se repartirán "les coquetes", y el reparto de "coquetes", en el que se pone de manifiesto el poderío de cada caballería participante y la pericia e insistencia de los jinetes.

- Fiestas patronales. En honor de San Bartolomé. Del 18 al 30 de agosto tienen lugar las fiestas patronales. Durante las mismas, se debe destacar el "ball de plaça " y la celebración de bailes, berbenas,almuerzos monumentales y espectáculos taurinos.